# Mohamed Helal
Mohammed Helal  (8 oktober 1995) is een Egyptische voetballer. Hij speelt als middenvelder bij Lierse SK. Hij debuteerde op 3 december 2014 in de Beker van België tegen Zulte-Waregem. Hij startte direct in de basis. Helal komt uit de Egyptische JMG-academie.

## Statistieken
| Seizoen | Club          | Competitie         | Wedstrijden | Doelpunten |
| ------- | ------------- | ------------------ | ----------- | ---------- |
| 2014/15 | K. Lierse SK  | Jupiler Pro League | 5           | 0          |
| 2015/16 | Wadi Degla FC | Premier League     | 14          | 1          |
| Totaal  | Totaal        | Totaal             | 19          | 1          |

Bijgewerkt t/m 11 april 2016.